# Чуцы
Чуцы, в различных переводах называемая стихи Чу, песни Чу или элегии Чу, является древней антологией Китайской поэзии включающий произведения, традиционно приписываемые главным образом Цюй Юань и Сун Юй, а также большое количество произведений, созданных в период Династии Хань несколько веков спустя. Традиционная версия Чуцы содержит 17 основных разделов, антологизированных с текущим содержанием Ван И, библиотекарем II века нашей эры, который служил при Императоре Шунь Хань. Классическая китайская поэзия до династии Цин в значительной степени известна благодаря Чуцы и Книге стихов.

## Предыстория

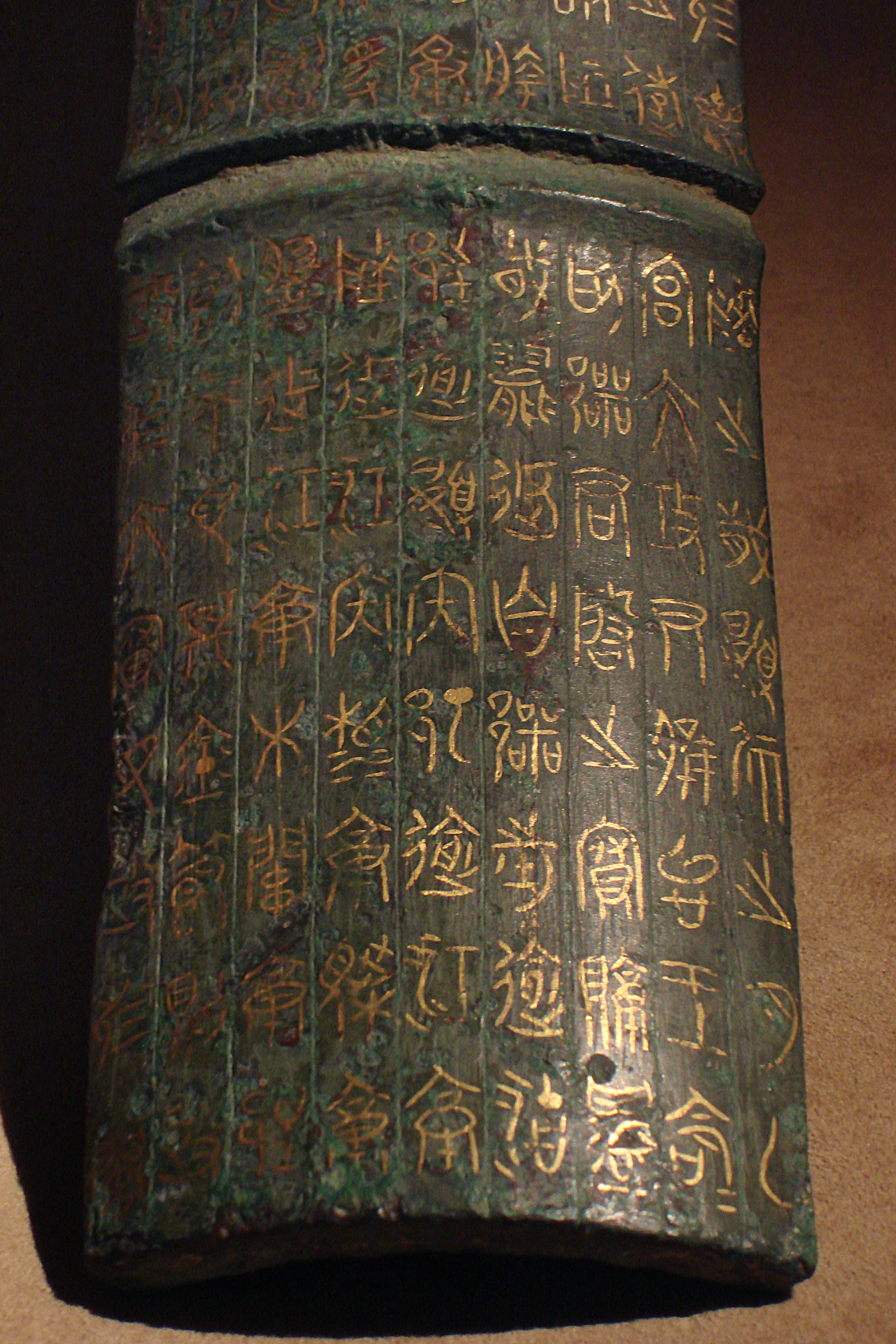
Деталь shou jie (пропуск на перевозку) выданного принцу Ци. Золотые надписи на бронзе в форме бамбука, выданные Королем Хуай из Чу для Государства Э, в 323 году до н.э.

Чуцы были названы в честь формы поэзии, которая возникла в государстве Чу, расположенном на территории современного центрального Китая, но тогда находившемся на южной окраине китайской культурной области. Территория Чу была известна смешением культур Центральной равнины, или "севера", с другими культурными влияниями. Таким образом, северные китайцы иногда рассматривали Чу как часть "юга", который был известен своими экзотическими особенностями. Стихи Чуцы сильно подчеркивают присутствие данной экзотики. Китайская форма шаманизма была заметна в Чу. Значительное количество стихов "Чуцы" описывает "духовные путешествия". Однако южное влияние было крайне незначительным, ограничиваясь лишь идеями шаманизма и погребальными предметами, которые пришли с юга; кроме этого, литература, поэзия, одежда и архитектура оставались северными.
Коллекция стихов Цюй Юань и Сунь Юй включена в «Чуцы», а также работы других поэтов Чу (или поэтов, пишущих в стиле Чу), представляют собой определенное развитие более старой традиции, которая в конечном итоге достигла периода популярности и имперской благосклонности. Многие известные поэты Хан также писали в стиле «Чуцы»: термин «Чуцы» может в целом относиться к типу стиха в формальном стиле. Были написаны другие стихи в стиле  Чуцы , в том числе те, которые обычно не включены в стандартную антологию.

## Авторство и редактирование
Хотя «Чуцы» является антологией стихотворений многих поэтов, Цюй Юань является центральной фигурой как автор раздела Ли Сао, так и в образе протагониста. Существуют и другие авторы, которые также считаются написавшими различные разделы «Чуцы», а также некоторые разделы, которые могут происходить из традиционных источников. Различные научные источники предлагают решения относительно того, кто написал что в Чуцы, при этом в отношении некоторых разделов возникает больше сомнений или вопросов, чем в отношении других. Кроме фактического авторства разнообразного материала Чуцы, еще одной научной проблемой является история того, кто и когда собрал и антологизировал эти произведения в одно целое, а также какие другие редакционные работы были выполнены.  Помимо авторства самого содержания, было написано много комментариев по поводу Чуцы, часть из которых традиционно включается в печатные издания.

### Цюй Юань

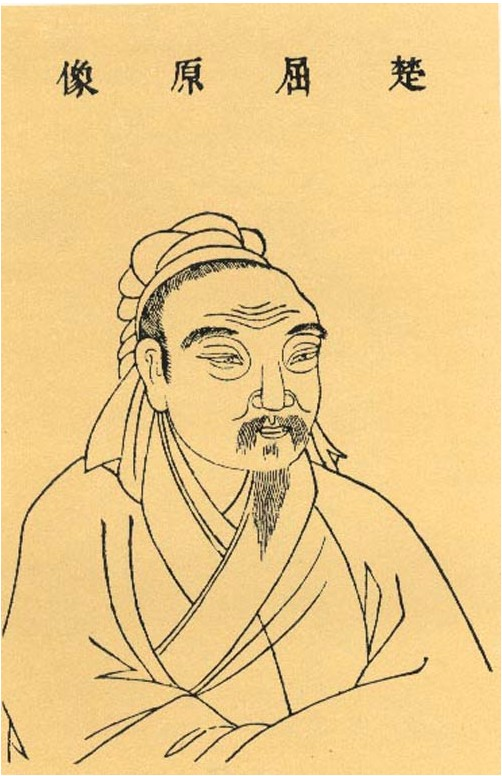
Изображение Цюй Юаня из книги начала XVII века.

Имя «Цюй Юань» не встречается ни в одном тексте до династии Хань (202 г. до н.э. –  220 г. н.э.). Согласно общепринятой традиции, Цюй Юань был административным чиновником при дворе Короля Хуая из Чу (правил 328-299 гг. до н.э.), который выступал за формирование альянса с другими государствами против все более доминирующей силы королевства Цинь в период Воюющих царств; однако его совет не был принят, и он был оклеветан другими чиновниками при дворе: увидев коррупцию своих коллег и неспособность своего короля оценить его истинную ценность, Цюй Юань ушел в изгнание, а затем, наконец, покончил с собой, зайдя в реку Милуo с тяжелым камнем, когда генерал Цинь Бо Ци захватил столицу Инь в 278 году до н. э., заставив королевский двор переместиться с значительными потерями территории. Также традиционно считается, что в память о обстоятельствах смерти Цюй Юаня ежегодно проводятся гонки драконьих лодок.
Во время своего изгнания Цюй Юань, как полагают, написал Лисао. Авторство, как это часто бывает в случае с древней литературой, не может быть ни подтверждено, ни опровергнуто. Написанное в 373 стихах, содержащих 2490 иероглифов, Ли Сао — это длинное китайское стихотворение.
Также среди других произведений Чуцы, иногда приписываемых Цюй Юаню, Дзиу гэ ("Девять песен") являются примером шаманской литературы в Китае.

### Антология
Существуют вопросы или неопределенности относительно того, как «Чуцы» была собрана в ее нынешнем виде; однако, по крайней мере, некоторые очертания этого исторического процесса были представлены в научной литературе. Еще одним важным аспектом исследований «Чуцы» является редакционная история. Одним из аспектов является порядок, в котором различные названия появляются. Также есть основания полагать, что некоторые разделы подвергались редактированию по различным причинам, включая адаптацию стихов для театрального исполнения и особенности текстового процесса древнего Китая, который включал в себя написание строк текста на отдельных бамбуковых полосках, которые были связаны вместе, но когда связывание разрывалось, подвергались редакционным решениям относительно того, каков был их первоначальный порядок.
Выборы Ван И определенных конкретных стихов для антологии в современной «Чуцы» остаются стандартными с момента ее распространения, в конце династии Хань. Во время правления Императора Чэн из Хань, Лю Сян, по всей видимости, организовал и собрал стихи Цюй Юаня и Сун Юя, вероятно, работая на основе более ранней компиляции Лю Аня, а также произведения поэтов династии Хань, включая Ван Бао, Цзя И, Ян Цзи (嚴忌) и самого Лю Сяна в антологию «Чуцы», как она известна сегодня.

## Содержание

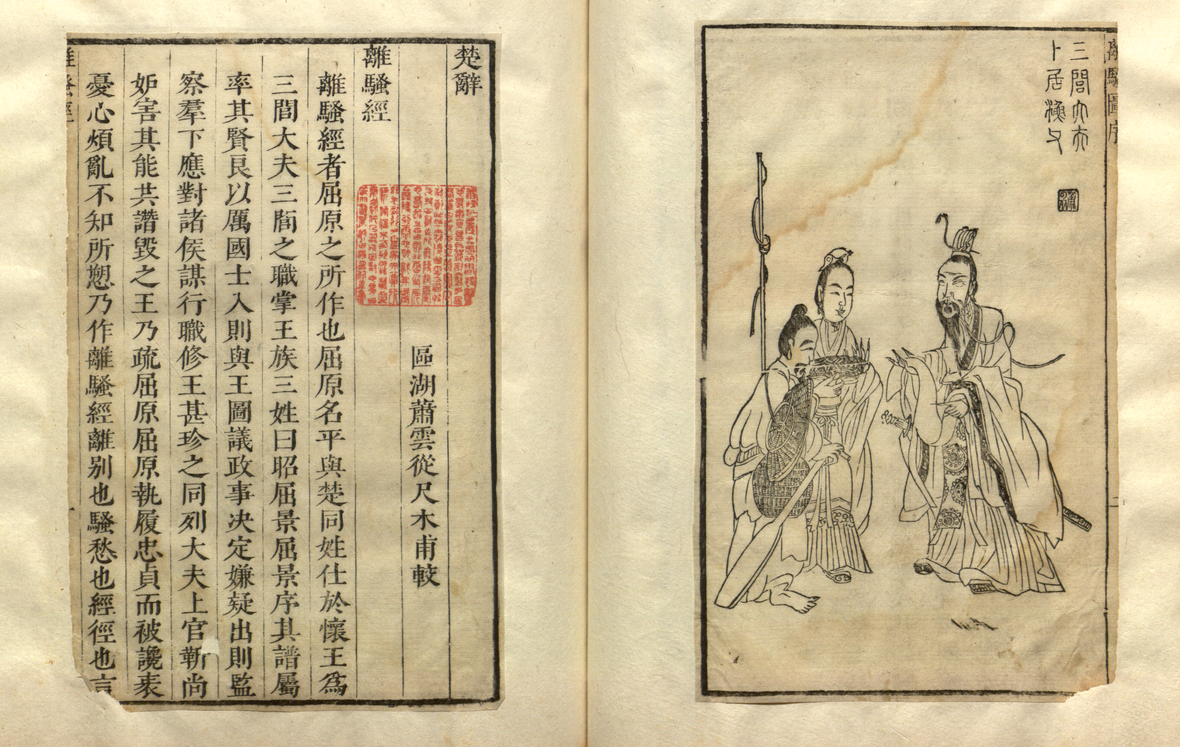
Две страницы «Встречи с печалью», из копии «Чуцы» 1645 года, иллюстрированной Сяо Юнцуном, показывающей стихотворение «Встреча с печалью», с добавленным иероглифом 經 (jing), как статусной ссылкой на Китайские классики.

«ЧуЦы» состоит из семнадцати основных разделов в стандартных версиях, с некоторыми сопутствующими комментариями. «ЧуЦы» начинается с «Ли Сао», поэмы, которая предполагает биографический материал о Цю Юане и его отношениях с царем Хуай, правителем Чу. Критики исторически часто интерпретируют «Ли Сао» как политическую аллегорию, однако возникают религиозные и мифологические аспекты, которые происходят из культуры Чу. Второй раздел, в стандартном современном порядке, «Дзю Гэ», несмотря на то что его название переводится как «Девять песен», на самом деле включает одиннадцать отдельных частей. Эти части, по-видимому, представляют собой некоторые шаманистские драматические практики района реки Янцзы, связанные с призывом божественных существ и поиском их благословения посредством процесса ухаживания. Этот текст доступен на китайском языке на Wikisource: 九歌</ref> «Небесные вопросы» («Тянь Вэнь»), также известные как «Вопросы к Небу» состоят из серии вопросов, всего 172, в стихотворной форме. Серия заданных вопросов касается китайской мифологии и древних китайских религиозных верований. В общем, текст «Небесных вопросов» задает вопросы; однако текст не включает ответы, за исключением некоторых случаев с намеками.

### Поэтические качества
Поэмы и произведения из антологии «Чуцы» различаются по формальному поэтическому стилю. «Чуцы» включает в себя произведения с разной метрикой, разным использованием восклицательных частиц и разным присутствием луань (обращения). Стили «Чуцы» сравниваются и противопоставляются стилям поэм из антологии «Ши цзин» («Книга песен», или «песенный» стиль), типичным стилям ханьской поэзии и стилю Цюй Юаня в «Плаче».

#### Стиль песни
В некоторых стихотворениях "Чуцы" используется типичная четырехсложная строка из Книги песен «Ши цзин» с четырьмя слогами с одинаковым ударением:
тум - тум - тум - тум
Иногда это достигается за счёт использования местоимения или разговорного слова на четвёртом (или последнем) месте в чередующихся строках, что ослабляет ударение на четвёртом слоге в чётных строках:
тум - тум - тум ти
где «tum» обозначает ударный слог, а «ti» — безударный слог на выбор. «Небесные вопросы» ("Тянь вэнь"), «Призыв души» ("Чжао хунь") и «Великий призыв» ("Да Чжао") — все они имеют метрические характеристики, типичные для «Шицзина». Как правило, в стиле Шицзин (как в Шицзине, так и в Чуцы) эти строки группируются в рифмованные четверостишия. Таким образом, стандартным строительным блоком поэзии в стиле Сун является четверостишие с тяжёлым, гулким звучанием:
тум - тум - тум - тум
тум - тум - тум - тум
тум - тум - тум - тум
тум - тум - тум - тум
В варианте куплета (один из типов «7-плюс») используются семь ударных (или акцентированных) слогов, за которыми следует безударный (или слабо акцентированный) последний слог в чередующихся (чётных) строках:
тум - тум - тум - тум
тум - тум - тум ти
тум - тум - тум - тум
тум - тум - тум ти
«Небесные вопросы» обладают характерными для Шицзина просодическими особенностями: строки из четырёх иероглифов, преобладание рифмованных четверостиший и периодическое чередование с использованием слабых (неударных) конечных слогов в чередующихся строках.
Поэтическая форма «Великий призыв» и «Призыв для души» (другой вид «7-плюс») отличается от этой схемы тем, что в ней на протяжении всего произведения используется стандартный рефрен из одного слова, а чередование ударных и безударных слогов в конце строк стало стандартной формой стихосложения. Односложное слово, используемое в качестве рефрена в различных древнекитайских классических поэмах, варьируется: (согласно современному произношению) в «Призыве души» используется xie, а в «Великом призыве» — zhi (а в «Девяти частях» — xi). Любое из этих безударных односложных слов, по-видимому, играет аналогичную роль в просодии. Эта комбинация из двух строк:
[первая строка:] тум-тум-тум-тум; [вторая строка:] тум-тум-тум-ти
стремится создать эффект одной-единственной строки из семи символов с цезурой между первыми четырьмя слогами и заключительными тремя ударными слогами, с добавлением слабого бессмысленного рефрена в конце
тум-тум-тум-тум [цезура] тум-тум-тум ти.

### Сноски
1. 1 2  Hawkes, David. Ch'u Tz'u: Песни Юга, древняя китайская антология. (Oxford: Clarendon Press, 1959), 28.
2. ↑  Kern, 2012.
3. ↑  "Sao Poetry," Fusheng Wu pp. 36–58. In Zong-Qi Cai, ed.,  How to Read Chinese Poetry: A Guided Anthology. New York: Columbia University Press,  2008.  ISBN 978-0-231-13940-3.
4. ↑  Scarpari, 37
5. ↑  Hawkes (1959), 19
6. ↑  Hawkes (1985 [2011]), 30
7. ↑  Hawkes, 1993, p. 51.
8. ↑  Артур Вейли, Девять песен: Исследование шаманизма в Древнем Китае.
9. ↑  Davis, xlv–xlvi
10. ↑  Этот текст доступен на китайском языке на Wikisource: 離騷
11. ↑  Yang, 9
12. ↑  Этот текст доступен на китайском языке на Wikisource. 天問
13. ↑  Hawkes, 39–40
14. ↑  Hawkes, 40

### Цитируемые работы
- Davis, A. R., ed. (1970). The Penguin Book of Chinese Verse. Baltimore: Penguin Books.Chu Ci.
- Hawkes, David. The Songs of the South: An Anthology of Ancient Chinese Poems by Qu Yuan and Other Poets. — Penguin Books, 1985. — ISBN 0-14-044375-4.
- Hawkes, David. Ch'u tz'u 楚辭 // Early Chinese Texts: A Bibliographical Guide. — Berkeley : Society for the Study of Early China; Institute of East Asian Studies, University of California, Berkeley, 1993. — P. 48–55. — ISBN 1-55729-043-1.
- Hinton, David (2008). Classical Chinese Poetry: An Anthology. New York: Farrar, Straus, and Giroux. ISBN 978-0-374-10536-5.
- Kern, M. (2012). Chuci. In Greene, Roland; et al. (eds.). The Princeton Encyclopedia of Poetry and Poetics (4th rev. ed.). Princeton, NJ: Princeton University Press. pp. 246–247. ISBN 978-0-691-15491-6.
- Knechtges, David R. Chu ci 楚辭 (Songs of Chu) // Ancient and Early Medieval Chinese Literature: A Reference Guide, Part One. — Leiden : Brill, 2010. — P. 124–56. — ISBN 978-90-04-19127-3.
- Mair, Victor H. "Heavenly Questions", in The Columbia Anthology of Traditional Chinese Literature, ed. Victor H. Mair (Columbia University Press), pp. 371–386, also in The Shorter Columbia Anthology of Traditional Chinese Literature, ed. Victor H. Mair (Columbia University Press), pp. 192–208.
- Murck, Alfreda. Poetry and Painting in Song China: The Subtle Art of Dissent. — Harvard University Asia Center, 2000. — ISBN 978-0-674-00782-6.
- Scarpari, Maurizio (2006). Ancient China: Chinese Civilization from the Origins to the Tang Dynasty. Vercelli: VMB Publishers. ISBN 88-540-0509-6
- Yang, Lihui, et al. (2005). Handbook of Chinese Mythology. New York: Oxford University Press. ISBN 978-0-19-533263-6
- Yip, Wai-lim  (1997). Chinese Poetry: An Anthology of Major Modes and Genres . (Durham and London: Duke University Press). ISBN 0-8223-1946-2